# Behatolás (film)
A Behatolás (eredeti cím: Intrusion) 2021-ben bemutatott amerikai thriller, melynek rendezője Adam Salky, forgatókönyvírója Chris Sparling. A főszerepben Freida Pinto, Logan Marshall-Green és Robert John Burke látható.
A filmet 2021. szeptember 22-én mutatta be a Netflix.

## Szereplők
| Szerep                | Színész                 | Magyar hang         |
| --------------------- | ----------------------- | ------------------- |
| Meera Parsons         | Freida Pinto            | Tornyi Ildikó       |
| Henry Parsons         | Logan Marshall-Green    | Makranczi Zalán     |
| Stevhen Morse nyomozó | Robert John Burke       | Jakab Csaba         |
| Joanne Waterston      | Sarah Minnich           | Kereki Anna         |
| Colby Cobb            | Brandon Fierro          | Bergendi Áron       |
| Dylan Cobb            | Mark Sivertsen          | Petridisz Hrisztosz |
| Christine Cobb        | Megan Elisabeth Kelly   | Mentes Júlia        |
| Bill Whitman          | Hayes Hargrove          | Szabó Zoltán        |
| Clint Oxbow           | Clint Obenchain         | Seder Gábor         |
| Peter                 | Brandon Root            | Kenéz Ágoston       |
| Dr. Burke             | Denielle Fisher Johnson | Czifra Krisztina    |

## Fordítás
- Ez a szócikk részben vagy egészben  az   Intrusion (film) című angol Wikipédia-szócikk fordításán alapul.  Az eredeti cikk szerkesztőit annak laptörténete sorolja fel. Ez a jelzés csupán a megfogalmazás eredetét és a szerzői jogokat jelzi, nem szolgál a cikkben szereplő információk forrásmegjelöléseként.